# Sugar Rush (песня AKB48)
«Sugar Rush» — песня японской идол-группы AKB48. Она была издана 30 октября 2012 года на альбоме с музыкой к диснеевскому мультфильму «Ральф».

## История
Песня была написана для мультипликационного фильма «Ральф» производства Walt Disney Animation Studios. Её было решено выбрать в качестве финальной песни для всех языковых версий, несмотря на то, что песня исполняется на японском языке.

## Участницы AKB48
Принимают участие 10 девушек из AKB48:
- Томоми Итано
- Юко Осима
- Юки Касиваги
- Рина Каваэй
- Харуна Кодзима
- Марико Синода
- Харука Симадзаки
- Минами Такахаси
- Дзюрина Мацуи
- Маю Ватанабэ[1][2]

## Авторы
- Слова: Ясуси Акимото[1][2], поэта-песенника и продюсера группы
- Музыка: Джейми Хьюстон[1][2]

## Видеоклип
Видеоклип был снят фотографом и режиссёром Микой Нинагавой, снявшей, в частности, клип на песню AKB48 «Heavy Rotation» два года назад. Премьера видео состоялась на мировой премьере мультфильма, прошедшей в Лос-Анджелесе 29 октября.

## Хит-парады
| Хит-парад (2013)              | Наивысшая позиция |
| ----------------------------- | ----------------- |
| Billboard Japan Hot Animation | 11                |